# Tse Ying Suet

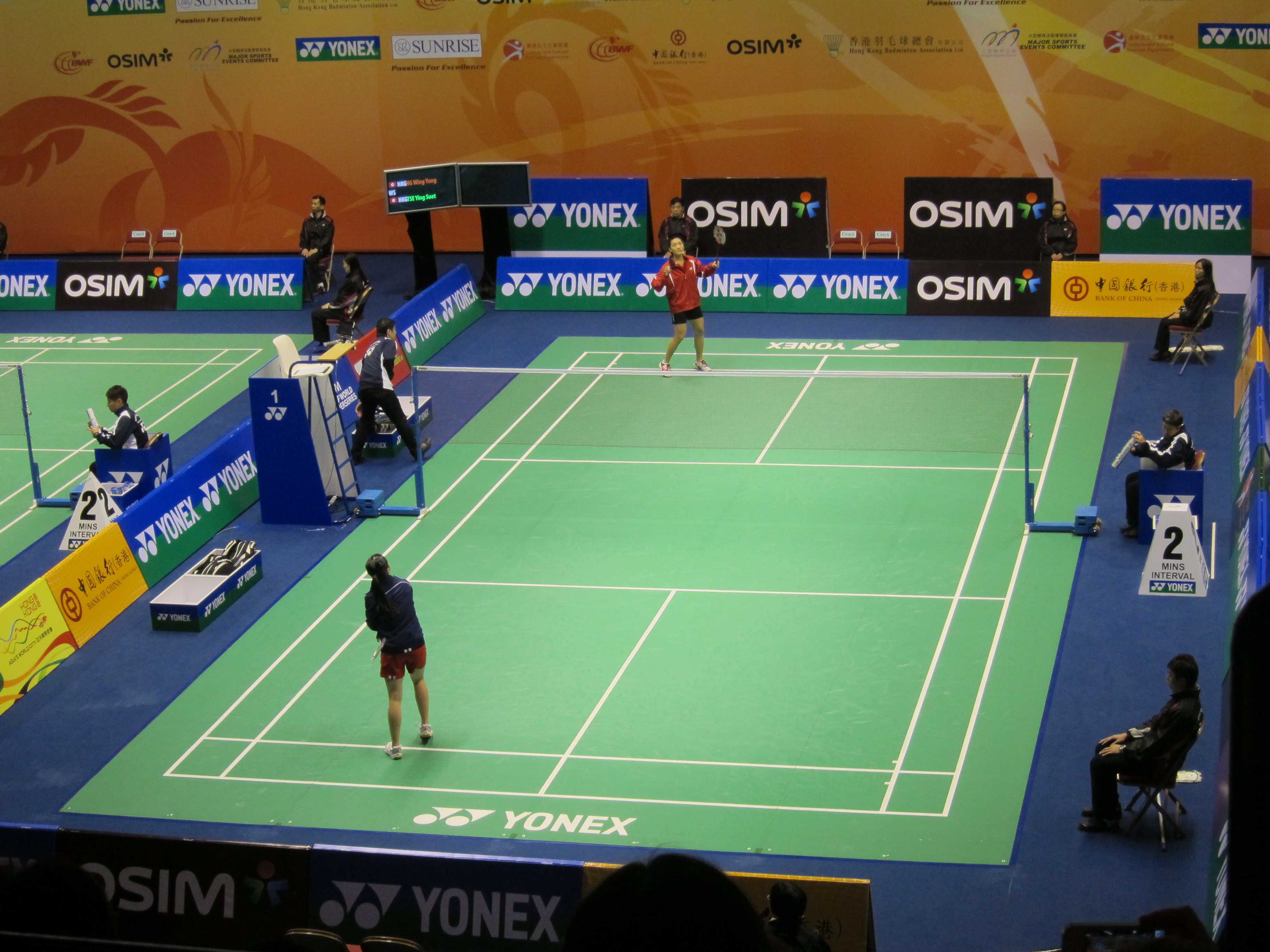
Tse Ying Suet (oben) und Ng Wing Yung bei den Hong Kong Open 2011.

Tse Ying Suet (chinesisch 謝影雪, Jyutping Ze6 Jing2syut3; * 9. November 1991 in Hongkong) ist eine Badmintonspielerin aus Hongkong.

## Karriere
Tse Ying Suet wurde bei den New Zealand Open 2009 Zweite im Damendoppel mit Chan Tsz Ka. Bei der Badminton-Weltmeisterschaft 2009 wurden beide gemeinsam 17. Im Jahr zuvor waren beide bei der Hong Kong Super Series 2008 noch Fünfte geworden. 2010 gewann Tse Ying Suet die Mixedkonkurrenz bei den German Open gemeinsam mit Yohan Hadikusumo Wiratama. Bei den Vietnam Open desselben Jahres wurden sie Zweite.
Während der Eröffnungsfeier der Olympischen Sommerspiele 2020 war sie gemeinsam mit dem Fechter Cheung Ka-Long die Fahnenträgerin ihrer Nation.

## Sportliche Erfolge
| Saison | Veranstaltung              | Disziplin   | Platz | Name                                      |
| ------ | -------------------------- | ----------- | ----- | ----------------------------------------- |
| 2008   | Junioren-Weltmeisterschaft | Damendoppel | 5     | Chan Tsz Ka / Tse Ying Suet               |
| 2008   | Uber Cup                   | Damenteam   | 5     | Hongkong                                  |
| 2008   | Hong Kong Open             | Damendoppel | 5     | Chan Tsz Ka / Tse Ying Suet               |
| 2009   | Weltmeisterschaft          | Damendoppel | 17    | Chan Tsz Ka / Tse Ying Suet               |
| 2009   | New Zealand Open           | Damendoppel | 2     | Chan Tsz Ka / Tse Ying Suet               |
| 2010   | German Open                | Mixed       | 1     | Yohan Hadikusumo Wiratama / Tse Ying Suet |
| 2010   | Vietnam Open               | Mixed       | 1     | Yohan Hadikusumo Wiratama / Tse Ying Suet |